# Etta James
 Jamesetta Hawkins (Los Ángeles, California, 25 de enero de 1938-Riverside, California, 20 de enero de 2012), más conocida por su nombre artístico Etta James, fue una cantante estadounidense de géneros soul, jazz y rhythm and blues, considerada una de las grandes voces en la historia del rhythm & blues.

## Inicios
James fue prodigiosa en su tono de voz y esto le permitió convertirse en una cantante de góspel, interpretando en el coro de su iglesia de barrio en Los Ángeles. Empezó a hacer interpretaciones en la radio a los cinco años, bajo la tutela e instrucción del profesor James Earle Hines. Se trasladó a San Francisco en 1950, formando de inmediato un grupo con otras dos cantantes. Cuando tenía 14 años, presentó su primera audición con el director de orquesta Johnny Otis.

## Carrera musical

### Carrera con Peaches
A petición de su madre, Etta regresó a Los Ángeles para grabar "Roll With Me Henry" (rebautizada en la oblea del disco como "The wallflower") con la banda Otis y el vocalista Richard Berry para la compañía discográfica Modern Records. Otis llamó al trío vocal The Peaches (más tarde, un apodo de Etta). La canción "Roll with me Henry" llegó a los primeros puestos de las listas de éxitos en 1955.
The Peaches se disolvió pronto, y Etta siguió cantando para Modern Records durante toda la década de 1950 (frecuentemente bajo la supervisión del saxo Maxwell Davis). "Good Rockin' Daddy" fue otro éxito a finales de 1955, aunque otras canciones como "W-O-M-A-N" y "Tough Lover" no lo fueron tanto.

### Carrera como solista
En 1960 comienza a trabajar con la discográfica Chess Records de Chicago, cantando para la subsidiaria Argo. Inmediatamente, su carrera alcanzó un nivel altísimo de popularidad; no solo hizo un par de dúos con su novio (el cantante líder de los Moonglows, Harvey Fuqua), sino que individualmente grabó canciones como la apasionada balada "All I Could Do Was Cry", alcanzando lo más alto de las listas de éxitos de R&B. 
Leonard Chess entendió a Etta como una cantante clásica de baladas con un potencial añadido para la canción popular, e hizo que la acompañase una orquestación de violines para su grabación de los temas «At Last» y «Trust in me» en 1961. No obstante, Etta no abandonó su lado más áspero: en 1962 grabó «Something's Got a Hold on Me», con tonos de góspel, en 1963 un vibrante disco en directo (Etta James Rocks the House) grabado en el New Era Club de Nashville, y en 1966 un dueto blusístico, «In the Basement», con su amiga Sugar Pie De Santo.
En 1967 grabó uno de sus temas clásicos, «Tell Mama», una balada soul optimista que contrastaba con otros temas más dramáticos de la misma sesión como "I'd Rather Go Blind". A pesar de la muerte de Leonard Chess, Etta permaneció en la compañía hasta 1975, aproximándose finalmente a la música rock.
Tras unos años difíciles, regresó en 1988 con un disco para Island titulado Seven Year Itch, que reafirmó su maestría en el soul sureño. 

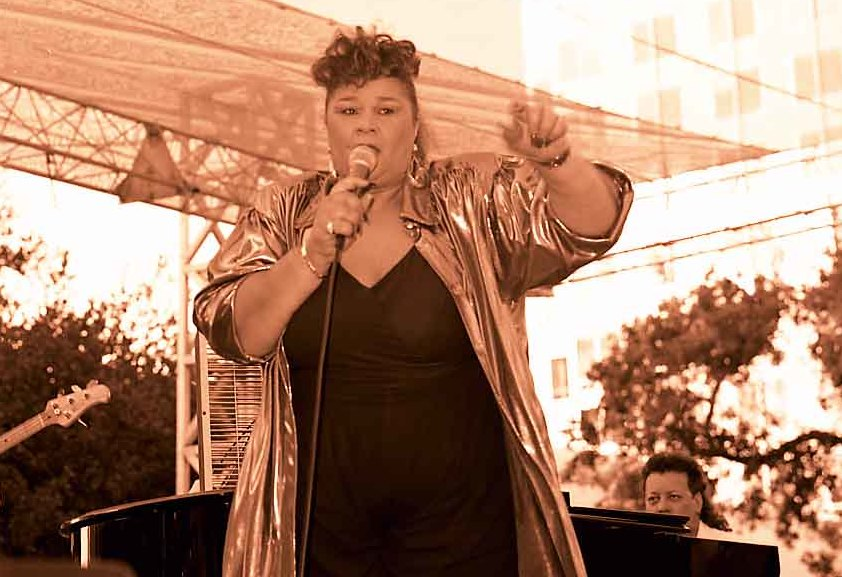
James en 2006.

Sus siguientes discos fueron variados, aproximándose tanto a la música más contemporánea (en 1990 con Sticking to My Guns) como a la emotividad más explícita (en 1992 con The Right Time), pasando por algunas aproximaciones al jazz y a la música navideña, como en 1998 con Etta James Christmas.

### Fallecimiento
El 23 de diciembre de 2011 fue ingresada en el hospital Riverside Community de California con una leucemia terminal. La cantante, ganadora de seis premios Grammy, fue adicta a la heroína durante muchos años. Falleció el 20 de enero de 2012 a los 73 años, lo anunció su amiga y representante Lupe de León.
Christina Aguilera conmemoró a Etta cantando en su funeral el sencillo "At Last".

## Estilo e influencias
James poseía el rango vocal de contralto. Su estilo musical cambió a lo largo de su carrera. Al comienzo de su carrera como grabadora, a mediados de la década de 1950, James se comercializó como cantante de R&B y doo-wop. Después de firmar con Chess Records en 1960, se abrió paso como cantante de estilo pop tradicional, cubriendo los estándares de jazz y pop en su álbum debut, At Last!. La voz de James se hizo más profunda y áspera, moviendo su estilo musical en sus últimos años en los géneros del soul y el jazz. 
James fue una vez considerada una de las músicas de blues y R&B más ignoradas en la historia de la música de los Estados Unidos. No fue sino hasta principios de la década de 1990 cuando comenzó a recibir importantes premios de la industria de los Grammy y la Blues Foundation, y comenzó a recibir un amplio reconocimiento. En los últimos años, se la vio como un puente entre el rhythm and blues y el rock and roll. James influyó en una gran variedad de músicos, entre ellos Diana Ross, Christina Aguilera, Janis Joplin, Bonnie Raitt, Shemekia Copeland y Hayley Williams de Paramore, así como en los artistas británicos The Rolling Stones, Rod Stewart, Elkie Brooks y Amy Winehouse.
Su canción "Something's Got a Hold on Me" ha sido reconocida de muchas maneras. El acto musical de Bruselas Vaya con Dios cubrió la canción en su álbum de 1990 Night Owls. Otra versión, realizada por Christina Aguilera, fue en la película Burlesque, del 2010. Pretty Lights probó la canción en "Finally Moving", seguida del éxito de baile de Avicii "Levels", y nuevamente en el sencillo de Florida, "Good Feeling".[cita requerida]

## Premios

### Premios Grammy
| Año  | Categoría                                          | Trabajo                                 | Resultado |
| ---- | -------------------------------------------------- | --------------------------------------- | --------- |
| 1960 | Mejor interpretación de R&B                        | All I Could Do Was Cry                  | Nominada  |
| 1961 | Mejor grabación de R&B                             | Fool That I Am                          | Nominada  |
| 1967 | Mejor interpretación vocal solista femenina de R&B | Tell Mama                               | Nominada  |
| 1968 | Mejor interpretación vocal femenina de R&B         | Security                                | Nominada  |
| 1973 | Mejor interpretación vocal femenina de R&B         | Etta James                              | Nominada  |
| 1974 | Mejor interpretación vocal femenina de R&B         | St. Louis Blues                         | Nominada  |
| 1986 | Mejor interpretación vocal femenina de jazz        | Blues in the Night                      | Nominada  |
| 1988 | Mejor grabación de blues contemporáneo             | Seven Year Itch                         | Nominada  |
| 1990 | Mejor grabación de blues contemporáneo             | Stickin' to My Guns                     | Nominada  |
| 1992 | Mejor álbum de blues contemporáneo                 | The Right Time                          | Nominada  |
| 1994 | Mejor interpretación vocal de jazz                 | Mystery Lady - Songs of Billie Holliday | Ganadora  |
| 1998 | Mejor álbum de blues contemporáneo                 | Life, Love and the Blues                | Nominada  |
| 1999 | Mejor interpretación vocal de jazz                 | Heart of Women                          | Nominada  |
| 2001 | Mejor álbum de blues contemporáneo                 | Matriarch of the Blues                  | Nominada  |
| 2002 | Mejor álbum de blues contemporáneo                 | Burnin' Down the House                  | Nominada  |
| 2003 | Mejor álbum de blues contemporáneo                 | Let's Roll                              | Ganadora  |
| 2003 | Lifetime Achievement Award                         | Lifetime Achievement Award              | Ganadora  |
| 2004 | Mejor álbum de blues tradicional                   | Blues to the Bone                       | Ganadora  |

## Discografía
Álbumes de estudio
- At Last! (1960)
- The Second Time Around (1961)
- Etta James (1962)
- Etta James Sings for Lovers (1962)
- Etta James Top Ten (1963)
- The Queen of Soul (1965)
- Call My Name (1966)
- Tell Mama (1968)
- Etta James Sings Funk (1970)
- Losers Weepers (1971)
- Etta James (1973)
- Come a Little Closer (1974)
- Etta Is Betta Than Evvah! (1976)
- Deep in the Night (1978)
- Changes (1980)
- Seven Year Itch (1989)
- Stickin' to My Guns (1990)
- The Right Time (1992)
- Mystery Lady: Songs of Billie Holiday (1994)
- Time After Time (1995)
- These Foolish Things (1995)
- Love's Been Rough on Me (1997)
- Life, Love & the Blues (1998)
- Heart of a Woman (1999)
- Matriarch of the Blues (2000)
- Blue Gardenia (2001)
- Let's Roll (2003)
- Blues to the Bone (2004)
- All the Way (2006)
- The Dreamer (2011)